# おうみ発645
おうみ発645（おうみはつろくよんご）は、NHK大津放送局で、2002年10月から2003年3月まで平日に放送していた夕方の『NHKニュース』の地域情報ニュース番組。

## 概要
- 2002年10月～2003年3月、平日18:45～18:59に放送。
- 「ニュースかんさい発」の18:45以降が各府県別の放送となったため、12年半ぶりに大津放送局独自のニュース枠が復活。この時点では18:53～55の「気象情報」は大阪発だった。
- 2003年4月からは「おうみ発630」として放送時間枠を拡大し、気象情報も東京発になった。